# Szkoła wywiadowcza w Weigelsdorf
Szkoła wywiadowcza w Weigelsdorf (ros. Разведшкола в Вайгельсдорф) – niemiecki ośrodek wywiadowczy skierowany przeciwko ZSRR pod koniec II wojny światowej
W sierpniu 1944 r. szereg szkół wywiadowczych Abwehry ze Prus Wschodnich i państw bałtyckich zostało ewakuowanych do Weigelsdorf na Dolnym Śląsku. Na ich bazie utworzono Rosyjską Połączoną Szkołę Wywiadowczą. Mieściła się ona w starym zamku. Na jej czele stanął gen. Borys A. Smysłowski i gen. Borys S. Richter. Szkołę podporządkowano Abwehrkommando-102. Kadra oficerska składała się z Białych Rosjan i b. czerwonoarmistów. Wielu z nich pochodziło z Sonderstab „R”. W szkole przechodziło przeszkolenie ok. 120-150 kursantów pochodzących z obozu jenieckiego pod Dreznem. Byli oni podzieleni na grupy po 20-30 osób. Szkolili się oni na agentów-wywiadowców i agentów-radiowców, którzy byli następnie przerzucani na bliskie i głębokie tyły Armii Czerwonej. Szkoła miała 4 meldekopfy, położone w Sierpcu, Łasku, Krakowie i Nowej Wsi na Słowacji. Sztab każdego meldekopfu liczył 5 oficerów. Na przełomie stycznia/lutego 1945 r. szkołę przeniesiono do wsi Tramersdorf w rejonie Eschenbach in der Oberpfalz. Została ona rozformowana w marcu/kwietniu tego roku. Kadra przeszła do 1 Rosyjskiej Armii Narodowej gen. B. A. Smysłowskiego.